# Jane Lubchenco

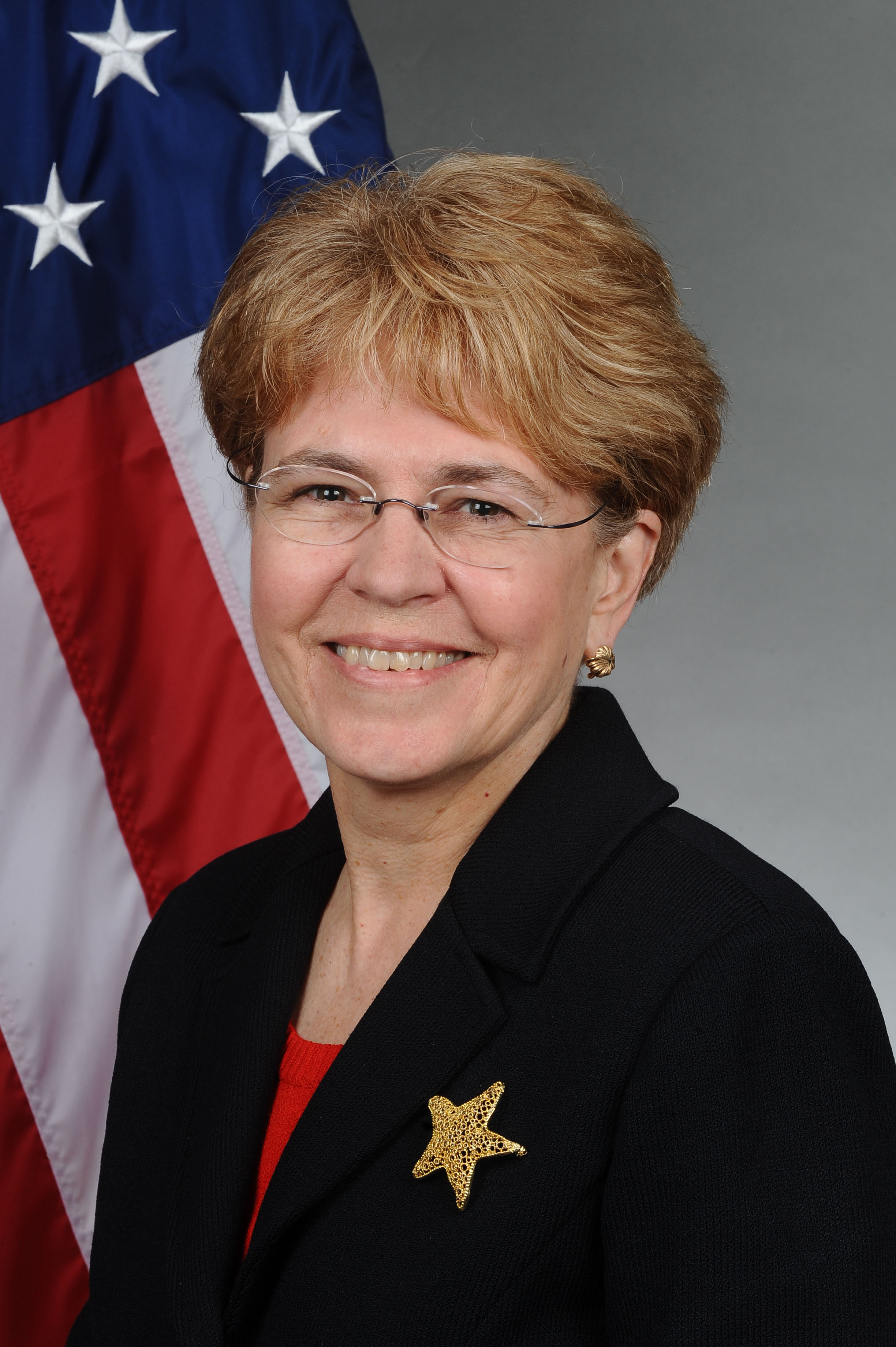
Jane Lubchenco (2009)

Jane Lubchenco (* 4. Dezember 1947 in Denver, Colorado) ist eine US-amerikanische Meeresbiologin.

## Leben und Wirken
Jane Lubchenco studierte Biologie am Colorado College, wo sie 1969 mit einem Bachelor abschloss. Ihren Master in Zoologie machte sie 1971 an der University of Washington. Danach wechselte sie an die Harvard University, wo sie 1975 in Ökologie promoviert wurde. Danach lehrte sie zunächst zwei Jahre bis 1977 an der Harvard University und erhielt dann einen Lehrauftrag an der Oregon State University, wo sie zwischen 1977 und 2009 eine Professur für Meeresökologie innehatte.
Sie ist mit dem Meeresökologen Bruce Menge verheiratet. Das Paar hat einen gemeinsamen Sohn, Duncan Lubchenco Menge, der am National Center for Ecological Analysis and Synthesis arbeitet.
In den 1990er Jahren war sie zwei Perioden lang Beraterin von Präsident Bill Clinton im National Science Board. Im Jahr 1993 erhielt sie das mit 500.000 Dollar dotierte MacArthur-Stipendium. Zudem gewann sie ein Pew-Stipendium, mehrere Preise und ihr wurden acht Ehrendoktorwürden verliehen. 2002 gewann sie den Heinz Award in the Environment und 2003 den Nierenberg Prize for Science in the Public Interest, 2012 den BBVA Foundation Frontiers of Knowledge Award. 2015 erhielt sie den Tyler Prize for Environmental Achievement, 2017 die Public Welfare Medal der National Academy of Sciences, 2018 den Vannevar Bush Award der National Science Foundation.
Sie ist Mitglied der American Academy of Arts and Sciences (seit 1993), der National Academy of Sciences (seit 1996), der American Philosophical Society (seit 1998) und der Royal Society (seit 2004). Im Jahr 1997 wurde sie Präsidentin der American Association for the Advancement of Science.
Im Dezember 2008 kündigte Präsident Barack Obama an, sie zur Vorsitzenden der National Oceanic and Atmospheric Administration zu ernennen. In diesem Posten wurde sie am 19. März 2009 vom US-Senat bestätigt. Sie übte dieses Amt bis Februar 2013 aus. Sie war damit ex officio auch Staatssekretärin im US-Handelsministerium (Under Secretary of Commerce for Oceans and Atmosphere).
Lubchenco hat in der Vergangenheit wiederholt auf die Notwendigkeit staatlicher Maßnahmen zur Eindämmung der globalen Erwärmung aufmerksam gemacht und die Regierung von Präsident George W. Bush für einen respektlosen Umgang mit der Wissenschaft kritisiert.
Papst Franziskus ernannte sie am 8. Juni 2019 zum ordentlichen Mitglied der Päpstlichen Akademie der Wissenschaften.